# Leon-Jessel-Platz
Der Leon-Jessel-Platz ist ein Platz im Berliner Ortsteil Wilmersdorf in der Nähe des U-Bahnhofs Fehrbelliner Platz und des Preußenparks. Der Platz ist seit dem 21. Mai 1985 nach dem Komponisten und NS-Opfer Leon Jessel benannt. Im Volksmund wird der Platz aufgrund der mittigen Pilzskulptur auch Pilzplatz genannt.

## Geschichte
Der Platz wurde im Jahr 1984 durch eine Bepflasterung als eigner Platz gestaltet. Im Zuge dessen wurde zeitgleich die Brunnenskulptur Wasserpilz von Emanuel Scharfenberg errichtet. Im Jahr 2002 fand eine Begrünung des Platzes durch Anwohner und Mitglieder des Vereins Miteinander im Kiez e. V. statt. Im Jahr 2015 wurde auf Initiative des Vereins Miteinander im Kiez e. V. eine geliehene Bücherbox auf dem Leon-Jessel-Platz aufgestellt. Am 19. November 2018 wurde die geliehene Bücherbox durch eine Bücherzelle durch den Verein Miteinander im Kiez e. V. ersetzt. Dazu wurde eine alte Telefonzelle der Telekom abgekauft und danach von den zwei Tape-Art-Künstlern Felix Bittner und Joshua Vietinghoff-Schell umgestaltet.

## BrunnenskulpturWasserpilz

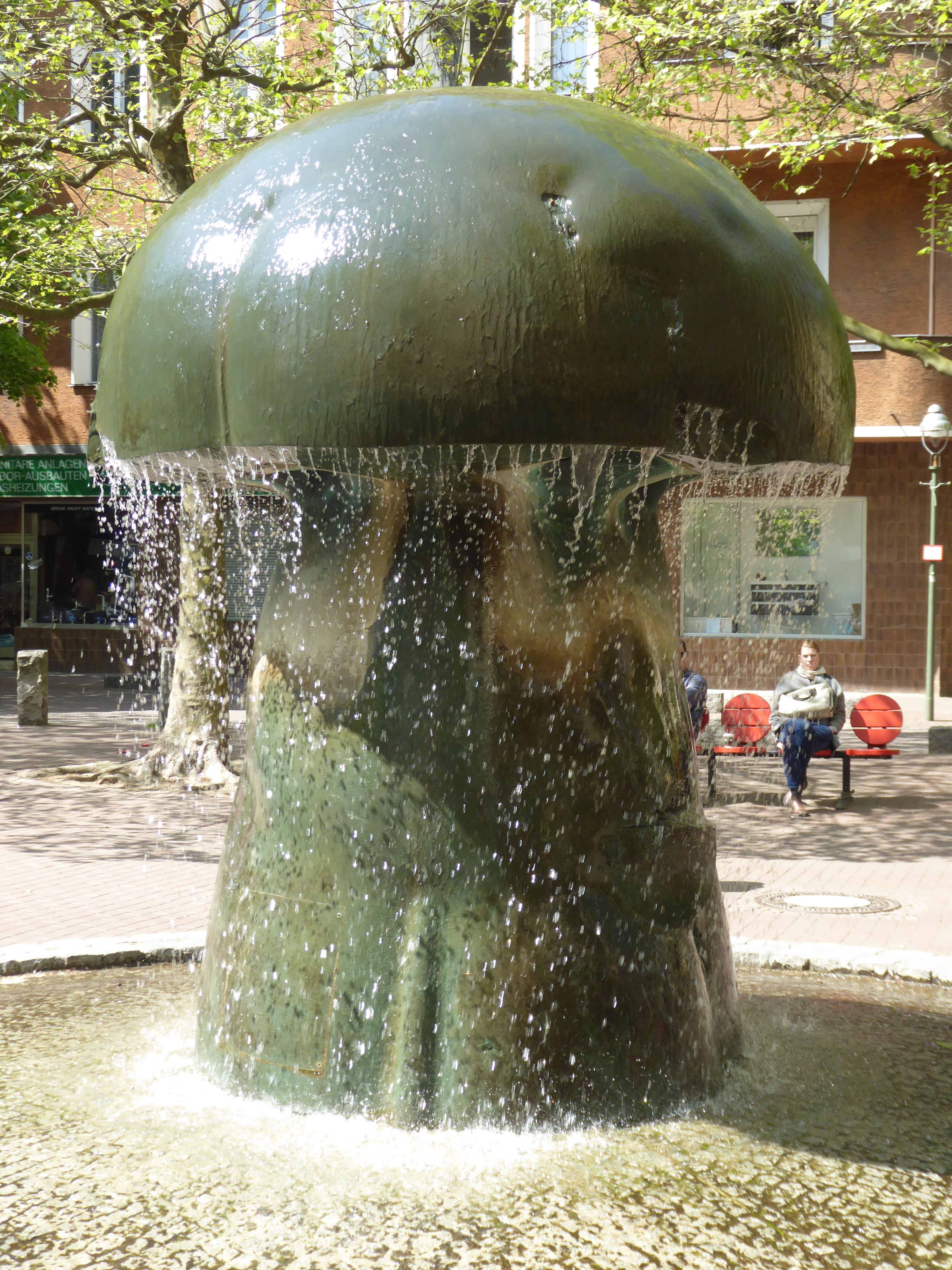
Brunnenskulptur Wasserpilz

Die Brunnenskulptur Wasserpilz von Emanuel Scharfenberg wurde anlässlich der Neugestaltung des Platzes errichtet. Die Skulptur besteht aus einem Brunnen in Form eines überdimensionalen Röhrenpilzes aus Bronze, an dem Wasser über seinen Hut in eine flache bepflasterte Brunnenschale fließt. Wegen des Wassers ist die Skulptur besonders bei Kindern beliebt.

## Beschreibung
Der Platz wird durch die Brunnenskulptur in ihrer Mitte charakterisiert. Ein weiteres Gestaltungsmerkmal des Platzes ist die unter der Mitwirkung des Bildhauers Emanuel Scharfenberg entstandene rote Ziegelbepflasterung. Auf dem Platz stehen in bunten Farben bemalte Sitzbänke. An der Südseite des Platzes steht ein Schild mit dem Platznamen in Frakturschrift, das bei der Umgestaltung des Platzes aufgestellt wurde. Neben dem Schild befindet sich die im Jahr 2018 aufgestellte Bücherbox. In die Gestaltung des Platzes gliedert sich eine Litfaßsäule ein. Der Platz wird zu den Straßenseiten durch nicht eingelassene Bordsteinkanten abgegrenzt.